# Set de producție
Un set de producție este ansamblul de combinații de intrări și ieșiri care cuprinde o modalitate fezabilă de a produce din punct de vedere tehnologic. Este utilizat ca parte a calculării maximizării profitului.